# International Federation For Family Development
International Federation For Family Development to NGO, organizująca szkolenia i kursy dla rodziców. 25 lipca 2011 otrzymała status ogólny od Rady Gospodarczej i Społecznej Narodów Zjednoczonych.

## Historia
Powstała z przekształcenia organizacji "Fondation Internationale de la Famille", założonej w Rzymie w 1978. IFFD została założona na 14. Międzynarodowym Kongresie Rodziny, który odbył się w Orlando (USA).
Jednym z założycieli był Rafael Pich-Aguilera. 

## Obecnie
Zarząd IFFD tworzą: Jim Morgan (USA) oraz Marina Robben (Belgia). 
Częścią IFFD jest też inicjatywa The Family Watch.

### W Polsce
IFFD jest obecna także w Polsce, pod nazwą Akademia Familijna.